# Tienne du Dragon
De Tienne du Dragon is een helling in de Belgische provincie Henegouwen. Het is een korte maar uiterst steile klim.

## Wielrennen
De helling is opgenomen in de Cotacol Encyclopedie met de 1.000 zwaarste beklimmingen van België. Deze helling is steeds de scherprechter in de GP Pino Cerami.